# Томмазо Фаттори (стадион)
Стадио Томмазо Фаттори (итал. Stadio Tommaso Fattori) — многоцелевой стадион, расположенный в городе Л’Акуила (Италия). Является домашней ареной регбийного клуба «Л’Акуила». В прошлом был также домашним для местной футбольной команды. Построен в 1933 году. Использовался во время Летних Олимпийских игр 1960 года. Неоднократно принимал матчи сборной Италии по регби.

## История
Стадион был спроектирован миланским архитектором Паоло Виетти-Виоли. В 1933 году введён в эксплуатацию в качестве домашней арены местной футбольной команды взамен стадиона Пьяцца д’Арми. В то время считался одним из лучших в стране.
Первый официальный матч состоялся 1 октября 1933 года, когда в рамках Первого дивизиона «Л’Акуила» разгромила команду «Альма Ювентус Фано» со счётом 7:1.
Изначально стадион носил название Стадио дель Литторио, в 1934 году переименован в Стадион 28 октября в честь похода на Рим. После войны получил название Стадио Комунале, а в 1960-е годы назван в честь известного местного регбиста Томмазо Фаттори.
В 1960 году здесь состоялись три матча в рамках футбольного турнира Летних Олимпийских игр. В преддверии Олимпиады вместимость стадиона была увеличена до 20 000 мест.
Местный футбольный клуб никогда не выходил в Серию A, тем не менее несколько раз стадион принимал матчи высшего дивизиона. Большую известность в Италии арена получила благодаря регбийным матчам. Местная команда 5 раз становилась чемпионом Италии. Также здесь за всю историю состоялись около 20 международных матчей с участием различных сборных.
В 2009 году после землетрясения стадион некоторое время являлся единственным функционирующим спортивным сооружением в городе, а его вместимость была временно сокращена до 5 000 мест из-за некоторых повреждений.
Последний официальный футбольный матч здесь был сыгран 21 мая 2016 года в рамках плей-аут Лиги Про. После чего местный клуб переехал на новый стадион Гран Сассо-д’Италия.